# Sertularia tatarica
Sertularia tatarica is een hydroïdpoliep uit de familie Sertulariidae. De poliep komt uit het geslacht Sertularia. Sertularia tatarica werd in 1913 voor het eerst wetenschappelijk beschreven door Kudelin. 